# Gran Premio di superbike di Brno 2010
Il Gran Premio di superbike di Brno 2010 è stata la nona prova su tredici del campionato mondiale Superbike 2010, è stato disputato il 11 luglio sul circuito di Brno e in gara 1 ha visto la vittoria di Jonathan Rea davanti a Max Biaggi e Cal Crutchlow, la gara 2 è stata vinta da Max Biaggi che ha preceduto Jonathan Rea e Michel Fabrizio.
La vittoria nella gara valevole per il campionato mondiale Supersport 2010 è stata ottenuta da Kenan Sofuoğlu.

## Risultati

### Gara 1

#### Arrivati al traguardo[4]
| Pos. | Nº  | Pilota           | Squadra                  | Motocicletta         | Giri | Tempo     | Griglia | Punti |
| ---- | --- | ---------------- | ------------------------ | -------------------- | ---- | --------- | ------- | ----- |
| 1º   | 65  | Jonathan Rea     | HANNspree Ten Kate Honda | Honda CBR1000RR      | 20   | 40:16.037 | 3º      | 25    |
| 2º   | 3   | Max Biaggi       | Aprilia Alitalia Racing  | Aprilia RSV4 Factory | 20   | +0:02.518 | 2º      | 20    |
| 3º   | 35  | Cal Crutchlow    | Yamaha Sterilgarda       | Yamaha YZF R1        | 20   | +0:04.071 | 1º      | 16    |
| 4º   | 50  | Sylvain Guintoli | Suzuki Alstare           | Suzuki GSX-R1000     | 20   | +0:07.160 | 5º      | 13    |
| 5º   | 111 | Rubén Xaus       | BMW Motorrad Motorsport  | BMW S1000 RR         | 20   | +0:08.602 | 4º      | 11    |
| 6º   | 41  | Noriyuki Haga    | Ducati Xerox             | Ducati 1098R         | 20   | +0:11.379 | 15º     | 10    |
| 7º   | 52  | James Toseland   | Yamaha Sterilgarda       | Yamaha YZF R1        | 20   | +0:11.513 | 10º     | 9     |
| 8º   | 91  | Leon Haslam      | Suzuki Alstare           | Suzuki GSX-R1000     | 20   | +0:16.487 | 14º     | 8     |
| 9º   | 7   | Carlos Checa     | Althea Racing            | Ducati 1098R         | 20   | +0:20.829 | 8º      | 7     |
| 10º  | 57  | Lorenzo Lanzi    | DFX Corse                | Ducati 1098R         | 20   | +0:25.164 | 9º      | 6     |
| 11º  | 66  | Tom Sykes        | Kawasaki Racing          | Kawasaki ZX 10R      | 20   | +0:32.602 | 12º     | 5     |
| 12º  | 67  | Shane Byrne      | Althea Racing            | Ducati 1098R         | 20   | +0:36.748 | 16º     | 4     |
| 13º  | 23  | Broc Parkes      | ECHO CRS Honda           | Honda CBR1000RR      | 20   | +0:39.183 | 21º     | 3     |
| 14º  | 95  | Roger Lee Hayden | Team Pedercini           | Kawasaki ZX 10R      | 20   | +0:59.889 | 22º     | 2     |
| 15º  | 15  | Matteo Baiocco   | Team Pedercini           | Kawasaki ZX 10R      | 20   | +1:05.329 | 19º     | 1     |

#### Ritirati
| Nº | Pilota          | Squadra                  | Motocicletta         | Giri | Griglia |
| -- | --------------- | ------------------------ | -------------------- | ---- | ------- |
| 84 | Michel Fabrizio | Ducati Xerox             | Ducati 1098R         | 12   | 7º      |
| 99 | Luca Scassa     | Supersonic Racing        | Ducati 1098R         | 4    | 6º      |
| 2  | Leon Camier     | Aprilia Alitalia Racing  | Aprilia RSV4 Factory | 4    | 13º     |
| 77 | Chris Vermeulen | Kawasaki Racing          | Kawasaki ZX 10R      | 0    | 18º     |
| 96 | Jakub Smrž      | PATA B&G Racing          | Aprilia RSV4 Factory | 0    | 17º     |
| 76 | Max Neukirchner | HANNspree Ten Kate Honda | Honda CBR1000RR      | 0    | 11º     |

### Gara 2

#### Arrivati al traguardo[5]
| Pos. | Nº | Pilota           | Squadra                  | Motocicletta         | Giri | Tempo     | Griglia | Punti |
| ---- | -- | ---------------- | ------------------------ | -------------------- | ---- | --------- | ------- | ----- |
| 1º   | 3  | Max Biaggi       | Aprilia Alitalia Racing  | Aprilia RSV4 Factory | 20   | 40:12.236 | 2º      | 25    |
| 2º   | 65 | Jonathan Rea     | HANNspree Ten Kate Honda | Honda CBR1000RR      | 20   | +0:04.627 | 3º      | 20    |
| 3º   | 84 | Michel Fabrizio  | Ducati Xerox             | Ducati 1098R         | 20   | +0:13.600 | 7º      | 16    |
| 4º   | 52 | James Toseland   | Yamaha Sterilgarda       | Yamaha YZF R1        | 20   | +0:16.372 | 10º     | 13    |
| 5º   | 41 | Noriyuki Haga    | Ducati Xerox             | Ducati 1098R         | 20   | +0:17.530 | 15º     | 11    |
| 6º   | 7  | Carlos Checa     | Althea Racing            | Ducati 1098R         | 20   | +0:21.704 | 8º      | 10    |
| 7º   | 50 | Sylvain Guintoli | Suzuki Alstare           | Suzuki GSX-R1000     | 20   | +0:23.769 | 5º      | 9     |
| 8º   | 2  | Leon Camier      | Aprilia Alitalia Racing  | Aprilia RSV4 Factory | 20   | +0:25.875 | 13º     | 8     |
| 9º   | 67 | Shane Byrne      | Althea Racing            | Ducati 1098R         | 20   | +0:30.374 | 16º     | 7     |
| 10º  | 91 | Leon Haslam      | Suzuki Alstare           | Suzuki GSX-R1000     | 20   | +0:34.002 | 14º     | 6     |
| 11º  | 57 | Lorenzo Lanzi    | DFX Corse                | Ducati 1098R         | 20   | +0:34.691 | 9º      | 5     |
| 12º  | 23 | Broc Parkes      | ECHO CRS Honda           | Honda CBR1000RR      | 20   | +0:49.270 | 21º     | 4     |
| 13º  | 95 | Roger Lee Hayden | Team Pedercini           | Kawasaki ZX 10R      | 20   | +1:03.258 | 22º     | 3     |
| 14º  | 35 | Cal Crutchlow    | Yamaha Sterilgarda       | Yamaha YZF R1        | 19   | +1 giro   | 1º      | 2     |
| 15º  | 15 | Matteo Baiocco   | Team Pedercini           | Kawasaki ZX 10R      | 19   | +1 giro   | 19º     | 1     |

#### Ritirati
| Nº  | Pilota          | Squadra                  | Motocicletta         | Giri | Griglia |
| --- | --------------- | ------------------------ | -------------------- | ---- | ------- |
| 96  | Jakub Smrž      | PATA B&G Racing          | Aprilia RSV4 Factory | 15   | 17º     |
| 111 | Rubén Xaus      | BMW Motorrad Motorsport  | BMW S1000 RR         | 14   | 4º      |
| 77  | Chris Vermeulen | Kawasaki Racing          | Kawasaki ZX 10R      | 2    | 18º     |
| 66  | Tom Sykes       | Kawasaki Racing          | Kawasaki ZX 10R      | 0    | 12º     |
| 76  | Max Neukirchner | HANNspree Ten Kate Honda | Honda CBR1000RR      | 0    | 11º     |

### Supersport

#### Arrivati al traguardo[3]
| Pos. | Nº  | Pilota            | Squadra                     | Motocicletta        | Giri | Tempo     | Griglia | Punti |
| ---- | --- | ----------------- | --------------------------- | ------------------- | ---- | --------- | ------- | ----- |
| 1º   | 54  | Kenan Sofuoğlu    | HANNspree Ten Kate Honda    | Honda CBR600RR      | 18   | 37:25.108 | 5º      | 25    |
| 2º   | 26  | Joan Lascorz      | Kawasaki Motocard.com       | Kawasaki ZX-6R      | 18   | + 0.124   | 1º      | 20    |
| 3º   | 7   | Chaz Davies       | ParkinGO Triumph BE1        | Triumph Daytona 675 | 18   | + 7.153   | 8º      | 16    |
| 4º   | 4   | Gino Rea          | Intermoto Czech             | Honda CBR600RR      | 18   | + 7.813   | 7º      | 13    |
| 5º   | 37  | Katsuaki Fujiwara | Kawasaki Motocard.com       | Kawasaki ZX-6R      | 18   | + 14.268  | 2º      | 11    |
| 6º   | 127 | Robbin Harms      | Harms Benjan Racing         | Honda CBR600RR      | 18   | + 24.832  | 9º      | 10    |
| 7º   | 117 | Miguel Praia      | Parkalgar Honda             | Honda CBR600RR      | 18   | + 30.907  | 10º     | 9     |
| 8º   | 25  | David Salom       | ParkinGO BE1 Triumph        | Triumph Daytona 675 | 18   | + 30.985  | 11º     | 8     |
| 9º   | 14  | Matthieu Lagrive  | ParkinGO Triumph BE1        | Triumph Daytona 675 | 18   | + 32.463  | 12º     | 7     |
| 10º  | 99  | Fabien Foret      | Lorenzini by Leoni          | Kawasaki ZX-6R      | 18   | + 38.232  | 4º      | 6     |
| 11º  | 31  | Vittorio Iannuzzo | ParkinGO BE1 Triumph        | Triumph Daytona 675 | 18   | + 40.343  | 13º     | 5     |
| 12º  | 55  | Massimo Roccoli   | Intermoto Czech             | Honda CBR600RR      | 18   | + 40.762  | 14º     | 4     |
| 13º  | 22  | Daniel Bukowski   | Bogdanka Racing             | Honda CBR600RR      | 18   | + 58.901  | 20º     | 3     |
| 14º  | 85  | Alessio Palumbo   | Puccetti R. Kawasaki Italia | Kawasaki ZX-6R      | 18   | +1:02.708 | 17º     | 2     |
| 15º  | 32  | Tomas Holubec     | Intermoto Czech             | Honda CBR600RR      | 18   | +1:05.089 | 19º     | 1     |
| 16º  | 88  | Jaroslav Cerny    | Bily Racing                 | Yamaha YZF R6       | 18   | +1:19.704 | 21º     |       |
| 17º  | 74  | Bostjan Skubic    | Inotherm Racing             | Yamaha YZF R6       | 18   | +1:36.598 | 22º     |       |
| 18º  | 24  | Eduard Blokhin    | Rivamoto                    | Yamaha YZF R6       | 18   | +1:54.374 | 23º     |       |
| 19º  | 10  | Imre Tóth         | Team Toth                   | Honda CBR600RR      | 17   | +1 giro   | 24º     |       |

#### Ritirati
| Nº | Pilota          | Squadra                  | Motocicletta   | Giri | Griglia |
| -- | --------------- | ------------------------ | -------------- | ---- | ------- |
| 8  | Bastien Chesaux | Harms Benjan Racing      | Honda CBR600RR | 17   | 16º     |
| 9  | Danilo Dell'Omo | Kuja Racing              | Honda CBR600RR | 16   | 18º     |
| 50 | Eugene Laverty  | Parkalgar Honda          | Honda CBR600RR | 5    | 3º      |
| 51 | Michele Pirro   | HANNspree Ten Kate Honda | Honda CBR600RR | 2    | 6º      |
| 5  | Alexander Lundh | Cresto Guide Racing      | Honda CBR600RR | 0    | 15º     |